# Весёлый (Кричевский район)
Весёлый (бел. Вясёлы) — посёлок в Кричевском районе Могилёвской области Белоруссии. Входит в состав Ботвиновского сельсовета.

## География
Посёлок находится в северо-восточной части Могилёвской области, в пределах Оршанско-Могилёвской равнины, к северу от реки Мертвицы, на расстоянии примерно 17 километров (по прямой) к северо-западу от Кричева, административного центра района. Абсолютная высота — 177 метров над уровнем моря.
Климат деревни характеризуется как влажный континентальный (Dfb в классификации климатов Кёппена).

## Население
По данным переписи 2009 года, в посёлке проживало 4 человека.